# Desfile Internacional de Beleza
International Pageant of Pulchritude, também conhecido como Desfile Internacional de Beleza (ou Concurso Internacional de Beleza), foi um concurso de beleza criado em 1926 que contava com a participação de candidatas de vários países. O último evento realizado em solo americano ocorreu em 1931 e os eventos denominados de "Miss Universo" ocorreram até 1935. O concurso foi o primeiro internacional e serviu de modelo para os eventos realizados nos dias atuais.
O evento teve origem em Galveston, Texas. A última edição desse evento pré-Segunda Guerra ocorreu em Bruxelas.

## História

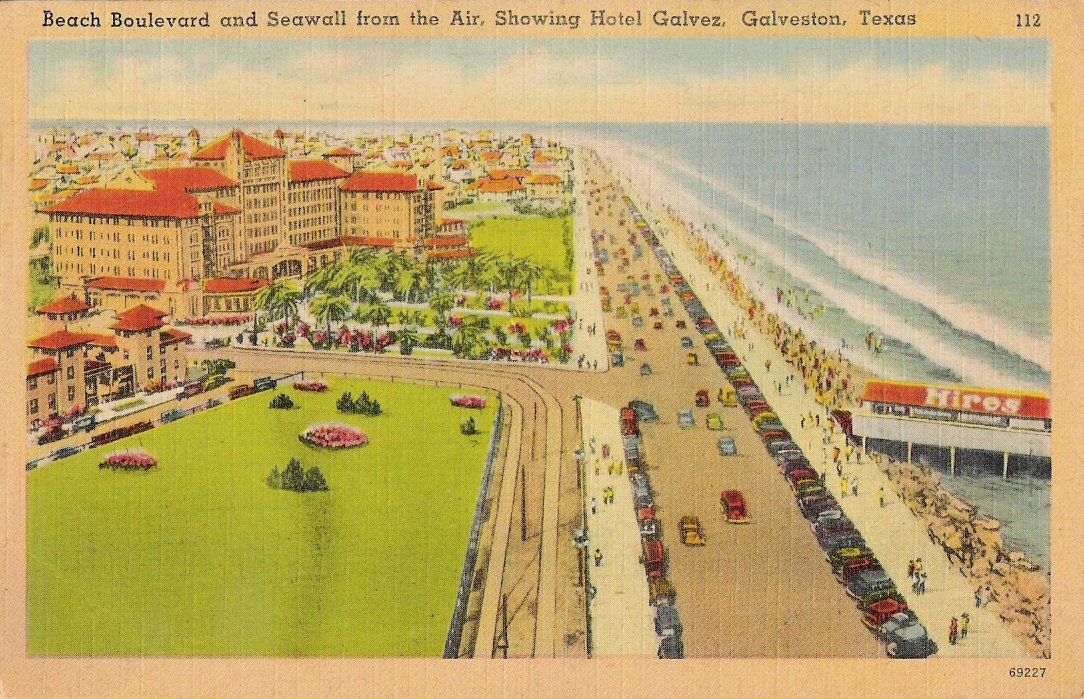
Cartão postal de Galveston, onde o concurso teve origem.

Durante o início do século XX a cidade insular de Galveston, que estava se recuperando do Furacão de 1900, lançou esforços para reerguer a indústria do turismo com a construção de novos prédios como o célebre Galvez Hotel e organização regular de eventos à beira-mar.
Concursos de beleza existiam por todos os Estados Unidos desde o século XIX, como uma maneira de incentivar o turismo em suas comunidades. Esses eventos reuniam candidatas locais. Em 1920, o promotor C.E. Barfield organizou um novo evento em Galveston conhecido como "Splash Day". Entre suas atrações, estava uma competição denominada "Bathing Girl Revue", que era o centro das atenções. O "Splash Day" era a abertura dos eventos da temporada de verão na cidade e atrairia turistas nos anos seguintes. Na sua fase mais importante, o evento foi um dos grandes concursos de beleza e triplicava a população da ilha no fim-de-semana de sua realização, atraindo espectadores de todas as partes do país.
Uma série de concursos de beleza foi criada em alguns países, como Turquia, França e Brasil, bem como no próprio território americano, que já organizava o recém-criado Miss América em Atlantic City atraindo candidatas de todo o país. Em 1926, para se aproveitar dessa tradição, o evento de Galveston passou a ser uma competição internacional conhecida como "Desfile Internacional de Beleza". A vencedora desse concurso recebia o título de "Miss Universo". Em 1927, o concurso passou a ter eventos separados em dois dias: um para o título de "Miss United States" e outro para o de "Miss Universo". O concurso "Miss United States" contava com candidatas de regiões distantes como Nova York e Utah. O concurso "Miss Universo" incluía candidatas de vários países como Inglaterra, Rússia, Turquia, Áustria e alguns outros. Prêmios eram concedidos às candidatas melhor classificadas. Em 1929, por exemplo, a "Miss Universo" recebia US$ 2000 em ouro (US$ 25.000, em valores atuais) e uma placa de prata.
O evento passou a ser uma sensação internacional porém, a mídia dos Estados Unidos passou a dar menos atenção ao evento do que a de outros países. A mídia brasileira se enamorou com o concurso de 1929. Grandes multidões se formavam nas proximidades das sedes dos principais jornais do país atrás de uma palavra da Miss Brasil de então. Esta, no entanto, não conseguiu se classificar. Revoltado, o país organizou um concurso separado de "Miss Universo" em 1930, com duas vencedoras separadas naquele ano. No evento brasileiro, a "Miss United States" era inelegível para competir.
O evento de Galveston foi descontinuado em 1932 devido à Grande Depressão. Eventos do "Miss Universo" foram realizados em Bruxelas em 1932 e 1935. Após 1935, os concursos internacionais de beleza foram descontinuados até o moderno concurso Miss Universo ter sido criado em 1952, na Califórnia.

## Vencedoras
Estas foram as vencedoras dos concursos anuais.

### Miss United States
| Ano  | Nome              | Cidade            |
| ---- | ----------------- | ----------------- |
| 1927 | Dorothy Britton   | Nova York         |
| 1928 | Ella Van Hueson   | Chicago           |
| 1929 | Irene Ahlberg     | Nova York         |
| 1930 | Dorothy Dell Goff | New Orleans       |
| 1931 | Ann Lee Patterson | Northern Kentucky |

### Miss Universo
| Year     | Country | Miss Universe     | Location               |
| -------- | ------- | ----------------- | ---------------------- |
| 1926     | EUA     | Catherine Moylan  | Galveston, USA         |
| 1927     | EUA     | Dorothy Britton   | Galveston, EUA         |
| 1928     | EUA     | Ella Van Hueson   | Galveston, EUA         |
| 1929     | Austria | Lisl Goldarbeiter | Galveston, EUA         |
| 1930 (1) | EUA     | Dorothy Dell Goff | Galveston, EUA         |
| 1930 (2) | Brasil  | Yolanda Pereira   | Rio de Janeiro, Brasil |
| 1931     | Bélgica | Netta Duchâteau   | Galveston, EUA         |
| 1932     | Turquia | Keriman Halis Ece | Spa, Bélgica           |
| 1935     | Egito   | Charlotte Wassef  | Bruxelas, Bélgica      |

## Legado
O Desfile de Beleza serviu como modelo para os concursos modernos. Até o início dos concursos de beleza no século XIX, o evento de Galveston foi um dos primeiros grandes americanos e o primeiro concurso internacional.
Um documentário de 2006, intitulado "Miss Universe 1929 - Lisl Goldarbeiter. A Queen in Wien", foi lançado na Hungria detalhando a vida da Miss Universo de 1929. Aquele ano foi reconhecido como o primeiro evento verdadeiramente internacional e a ganhar substancial atenção da mídia internacional, por ser esse o primeiro título conquistado por uma não-americana. Adicionalmente, a vitória de Goldarbeiter foi notória por esta ser judia numa era en que o antisemitismo era popular nos EUA e na Europa.
Em 2009, uma organização local de Galveston conhecida como "Islander By Chioce" ressucitou o concurso numa escala muito pequena. O evento exibiu candidatas locais em trajes de banho tanto dos anos 1920 como da era contemporânea.